# Ion Dicescu
Ion Dicescu, de asemenea  Dic-Dicescu (în rusă Иван Осипович Дик, transliterat: Ivan Osipovici Dic; n. 1893, București, România – d. 1938, Moscova, RSFS Rusă, URSS) a fost un revoluționar comunist român (participant la Revoluția din Octombrie), profesor și om de stat sovietic. L-a cunoscut pe Vladimir Lenin.

## Biografie
S-a născut în 1893 la București în familia unui pictor. A terminat școala de șapte clase. Din 1909, participă la mișcarea muncitorească. În 1910 a intrat în Partidul Social Democrat din România unde, în anii 1910-1912, activează ca unul dintre redactorii ziarului „România muncitoare”. În primul război mondial (1916) a dezertat din armată. S-a mutat la Petrograd, în aprilie 1917 unde a aderat la PCUS și a devenit corespondent pentru Pravda. Participă la Revoluție din Octombrie, în noiembrie-decembrie 1917, lucrând în Comisariatul Poporului pentru Afaceri Externe. În 1918 a fost numit comisar al Comitetelor Militare Revoluționare Române la Odesa, Sevastopol, Feodosia și Iași, unde a lucrat împreună cu Cristian Racovski. Din aprilie 1919 până în decembrie 1920 servește drept comisar politic pe fronturile de Est, Turkestan, de Sud-Vest și de Sud ale războiului civil. În anii 1921-1922 a fost student al Academiei Militare „Frunze”.

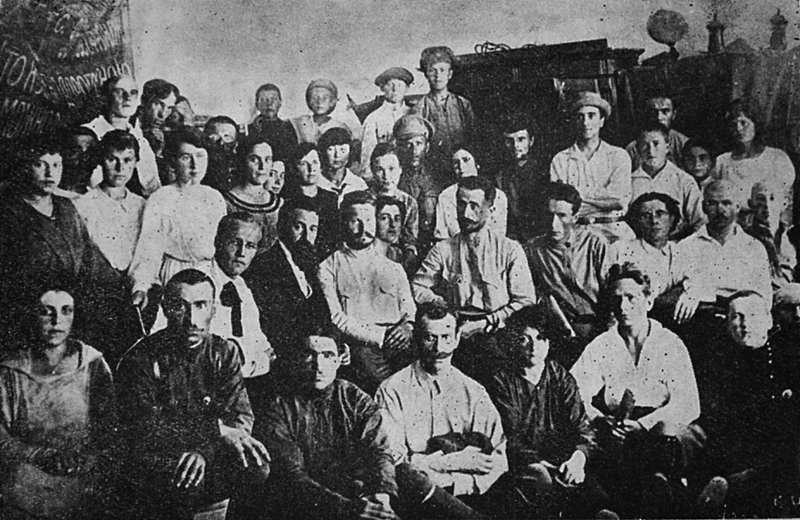
Ion Dic-Dicescu (rândul din față, al doilea din stânga) în secția politică a Frontului Turkestan, 1919-1920.

În 1924, a fost unul dintre membrii grupului de inițiativă condus de Cotovschi pentru crearea RASS Moldovenești. A luat parte activ la discuția dintre „originaliști”, care apărau ideea unei limbi literare moldovenești bazate pe dialectele transnistrene, și „românizatorii”, care s-au ghidat după normele literare românești.. El a pledat pentru românizarea radicală în RASSM.
Din 1922 până în 1937 a lucrat ca profesor la Universitatea Comunistă pentru Minoritățile Naționale din Partea de Vest a Țării „Julian Marchlewski” și la Universitatea Comunistă a Muncitorilor din Est din Moscova. A servit în arhivele Biroului Central de Statistică al URSS. A fost reprimat împreună cu un grup de comuniști români (inclusiv Alexandru Dobrogeanu-Gherea), fiind arestat la 5 aprilie 1937 și împușcat la 4 ianuarie 1938. A fost reabilitat postum.
A fost tatăl pictorului sovietic Iosif Dic⁠(ru)[traduceți].